# Xã Fancy Creek, Quận Sangamon, Illinois
Xã Fancy Creek (tiếng Anh: Fancy Creek Township) là một xã thuộc quận Sangamon, tiểu bang Illinois, Hoa Kỳ. Năm 2010, dân số của xã này là 5.410 người.